# Szczawnica (gmina)
Szczawnica – gmina miejsko-wiejska w województwie małopolskim, w powiecie nowotarskim, która została przekształcona z dawnej gminy miejskiej Szczawnica 1 stycznia 2008 r.
Siedzibą władz gminy jest miasto Szczawnica.
Według danych z 31 grudnia 2010 r. gmina miała 7351 mieszkańców.

## Położenie
Według danych z 1 stycznia 2011 r. powierzchnia gminy wynosiła 87,90 km².

## Sąsiednie gminy
Krościenko nad Dunajcem, Łącko, Piwniczna-Zdrój, Rytro, gmina Stary Sącz. Gmina sąsiaduje też ze Słowacją.

## Historia
1 stycznia 2008 r. zmieniono rodzaj gminy Szczawnica z miejskiego na miejsko-wiejski. W praktyce oznaczało wyłączenie poza administrację miasta obszarów dawnych wsi Jaworki i Szlachtowa (nadając im status wsi) oraz Biała Woda i Czarna Woda (nadając im status części wsi Jaworki). Z wyłączonych terenów powstał obszar wiejski gminy miejsko-wiejskiej Szczawnica. Z identyczną sytuacją spotkała się w 2014 roku Czarna Woda, którą przekształcono w gminę Czarna Woda.

## Ochrona przyrody

### Park Narodowy
W południowo-zachodniej części gminy jest zlokalizowany Pieniński Park Narodowy.

### Parki Krajobrazowe
Północny obszar gminy zajmuje Popradzki Park Krajobrazowy.

### Pomniki przyrody
Na terenie gminy znajduje się 26 pomników przyrody, w tym 22 przyrody ożywionej i 4 nieożywionej.

### Obszary NATURA 2000
Na terenie gminy zlokalizowane są częściowo obszary Natura 2000:
- część północna Ostoja Popradzka (PLH120019) SOO
- część południowa Małe Pieniny (PLH120025) SOO
- część południowo-zachodnia Podkowce w Szczawnicy (PLH120037) SOO.

### Rezerwaty przyrody
Na obszarze gminy znajdują się następujące rezerwaty przyrody:
- Rezerwat przyrody Nad Kotelniczym Potokiem – chroni pierwotny fragment puszczy karpackiej regla dolnego w postaci typowo wykształconej buczyny karpackiej
- Rezerwat przyrody Biała Woda – chroni cenny krajobraz, elementy przyrody nieożywionej (skały wapienne i turnie, kamieniste koryto potoku z kaskadami) oraz florę naskalną roślin wapieniolubnych i innych rzadkich roślin
- Rezerwat przyrody Wąwóz Homole – skalny wąwóz Homole oraz Czajakową Skałę i boczną część dolinki Koniowskiego Potoku w Małych Pieninach
- Rezerwat przyrody Zaskalskie-Bodnarówka – chroni krajobraz oraz cenne naskalne i ciepłolubne zespoły roślinności porastających wapienne skały i strome zbocza
- Rezerwat przyrody Wysokie Skałki – chroni fragment górnoreglowego naturalnego lasu świerkowego

### Obszary chronionego krajobrazu
Południową część gminy zajmuje Południowomałopolski Obszar Chronionego Krajobrazu.

## Demografia

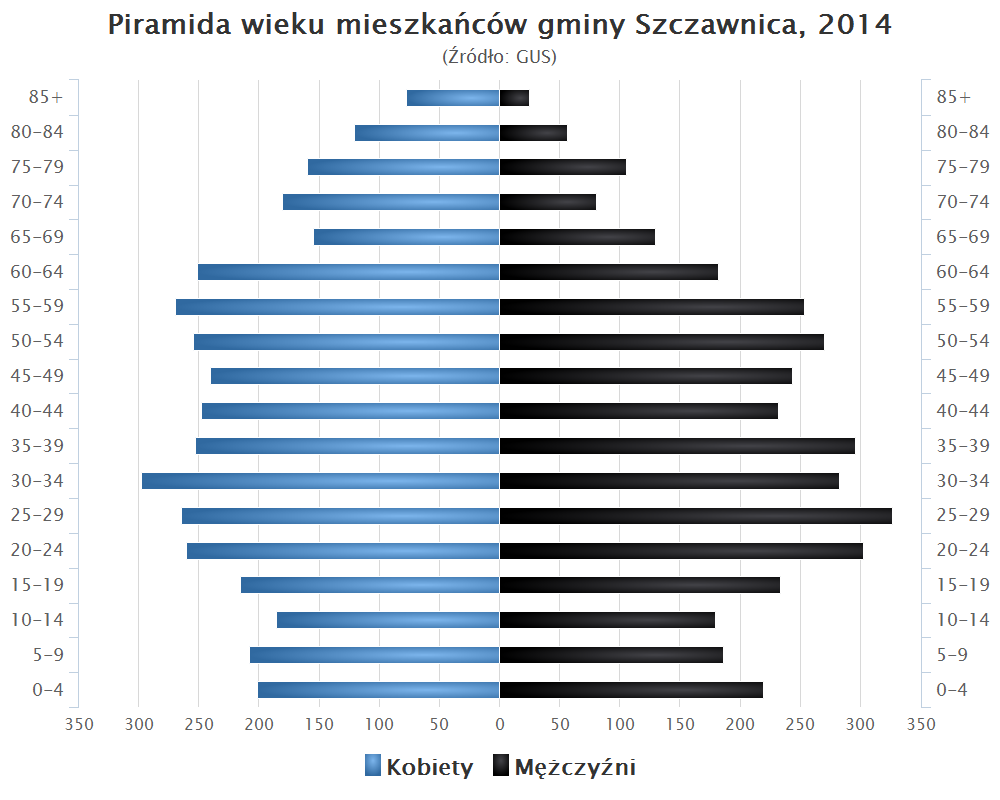
Piramida wieku mieszkańców gminy Szczawnica w 2014 roku

Dane z 30 czerwca 2004 r.:
| Opis                              | Ogółem | Ogółem | Kobiety | Kobiety | Mężczyźni | Mężczyźni |
| --------------------------------- | ------ | ------ | ------- | ------- | --------- | --------- |
| jednostka                         | osób   | %      | osób    | %       | osób      | %         |
| populacja                         | 7289   | 100    | 3780    | 51,9    | 3509      | 48,1      |
| gęstość zaludnienia (mieszk./km²) | 85     | 85     | 45      | 45      | 40        | 40        |